# Avocat au Conseil d'État et à la Cour de cassation
En droit français, l'avocat au Conseil d'État et à la Cour de cassation, parfois appelé avocat aux Conseils, est un avocat qui a le monopole de la représentation des justiciables devant le Conseil d'État et la Cour de cassation. Titulaires d'un office, les avocats aux Conseils exercent une profession réglementée en qualité d'officier ministériel.

## Missions
La mission des avocats aux Conseils est une mission de conseil des parties et de formalisation de leurs arguments dans le pourvoi qui saisit la cour suprême, ainsi que dans les échanges d'arguments entre les parties qui aboutiront à l'arrêt de la Cour de cassation ou du Conseil d'État.
Les avocats aux Conseils, qui doivent donner une consultation préalable à leur client, peuvent être conduits à dissuader les parties de soutenir des pourvois s'ils pensent qu'ils sont « voués à l'échec ». Les avocats aux Conseils arguent que leur monopole se justifie « d'une part, par la spécialisation des avocats dans la technique de cassation permettant de garantir la qualité des jugements rendus et, d'autre part, par le souci d'empêcher l'encombrement excessif de ces juridictions ».
Les avocats aux Conseils sont également présents devant les juridictions administratives et interviennent devant les juridictions internationales comme la Cour de justice de l'Union européenne et la Cour européenne des droits de l'homme.

## Exceptions au monopole
Il est obligatoire d’avoir recours à un avocat aux Conseils pour former un pourvoi ou pour défendre à un pourvoi devant la Cour de cassation. Il y a deux exceptions à cela : la matière pénale et le contentieux électoral.
De même, le recours pour excès de pouvoir (REP) devant le Conseil d'État est dispensé de l'intervention obligatoire des avocats aux Conseils.
Le décret du 20 août 2004 a imposé le ministère d'avocat aux Conseils en matière prud'homale, et le projet de loi pour la Justice du XXIe siècle de 2016 prévoit d'étendre le monopole à certaines parties du droit pénal.

## Historique
Le monopole des avocats aux Conseils existe depuis un édit du 2 septembre 1643 puis par une déclaration de janvier 1644 de Louis XIV,. Les avocats aux Conseils sont alors les seuls à pouvoir suivre, instruire, discuter et plaider les affaires portées ou susceptibles d'être portées aux différents Conseils du Roi. D'où leur devise : « solis fas cernere solem », soit en français : « à eux seuls, l'heureux destin de faire face au soleil », jeu de mots en référence au surnom de Louis XIV, le « Roi Soleil ».
Les avocats aux Conseils du Roi sont supprimés à la Révolution française. Les avocats à la Cour de cassation sont créés en 1799 et les avocats au Conseil d'État par une ordonnance de Louis XVIII du 10 juillet 1814.
L'organisation actuelle date de l'ordonnance du 10 septembre 1817 qui fusionne les deux fonctions et créé l'ordre des avocats au Conseil d'État et à la Cour de cassation,. Ses membres sont nommés par le ministre de la Justice.
En 1976, Martine Luc-Thaler est devenue la première femme avocate aux conseils. En 2011, le premier membre étranger de l'ordre est Alice Meier-Bourdeau, de nationalité allemande.
Les avocats aux Conseils jouissent du monopole de la prise de parole. D'après Guy Canivet, premier président de la Cour de cassation, ceci est « à l'évidence facteur d'inégalité (...) dans tous les cas où cette représentation (par des avocats aux Conseils) n’est pas obligatoire ». En ce sens, si la Cour européenne des droits de l'homme a jugé en 2000 qu'« il est clair que la spécificité de la procédure devant la Cour de cassation peut justifier de réserver aux seuls avocats spécialisés le monopole de la prise de parole », elle a condamné la France dans le cas où, par exception, la représentation par un avocat aux Conseils n'était pas obligatoire (en matière pénale) et où il n'a pourtant pas été permis au requérant se défendant seul, ou assisté d'un avocat à la Cour, de répondre aux conclusions du ministère public.
Plus largement, la Cour européenne a admis le principe même de la représentation obligatoire par des avocats aux Conseils, en affirmant notamment qu'il « convient de prendre en considération la directive 98/5/CE du Parlement européen et du Conseil du 16 février 1998, ainsi que la jurisprudence de la CJCE y afférente, aux termes desquelles les Etats membres peuvent établir des règles spécifiques d'accès aux cours suprêmes, à l'instar du recours à des avocats spécialisés, dans le but d'assurer le bon fonctionnement de la justice ».
En 2007-2008, la Commission pour la libération de la croissance française (« commission Attali ») a fait la recommandation suivante :
« Proposition 215 - Supprimer le numerus clausus pour les avocats au Conseil d’État et à la Cour de cassation.

Les avocats au Conseil d’État et à la Cour de cassation, au nombre de 93 et répartis dans 60 cabinets (nombre fixé en 1817), sont propriétaires de leurs charges et ont le monopole de la représentation devant les deux plus hautes juridictions de l’ordre administratif et de l’ordre judiciaire. À l’évidence, les procédures engagées devant ces deux juridictions requièrent la maîtrise de techniques juridiques très spécifiques. Néanmoins, la compétence particulière requise pour agir efficacement devant ces deux juridictions ne nécessite pas le maintien d’un monopole économique au bénéfice d’un nombre limité de professionnels. D’ailleurs, les autres pays développés ne connaissent pas de système de spécialisation avec numerus clausus pour les avocats autorisés à agir devant la cour suprême. Il convient donc de supprimer le numerus clausus dans ce domaine et d’ouvrir l’examen de qualification aux avocats souhaitant se spécialiser dans ces procédures. Cette spécialisation pourrait être attribuée par une plus grande ouverture de l’examen, d’une part en associant au jury compétent avocats, magistrats et professeurs d’université, et d’autre part en tenant compte notamment des années de pratique professionnelle chez les actuels avocats au Conseil d’État et à la Cour de cassation. »
En 2015, le député Pascal Cherki a proposé, pour mettre fin au monopole, un amendement à la Loi pour la croissance, l'activité et l'égalité des chances économiques (Loi Macron) qui a été rejeté,. La loi Macron, adoptée le 6 août 2015, confie néanmoins à l'autorité de la concurrence la compétence pour déterminer la nécessité de créer une charge, en prenant en considération « les exigences de bonne administration de la justice ainsi que l'évolution du contentieux devant ces deux juridictions », dans le cadre de critères fixés par un décret du 26 février 2016.
En 2016, l'Autorité de la concurrence lance une consultation publique dans le cadre de la préparation d'un avis sur la liberté d'installation des avocats au Conseil d’État et à la Cour de cassation, pour augmenter de façon progressive le nombre d'offices.

## Formation et examen du Capac
Les avocats aux Conseils sont formés à l'Institut de formation et de recherche des avocats aux conseils (Ifrac). Cette formation dure trois ans et demeure entièrement gratuite. Elle est accessible aux avocats à la Cour sans condition d'âge ou d'expérience, quel que soit leur barreau d'inscription.
Les cours de l'Ifrac sont dispensés par des avocats aux Conseils ainsi que par des intervenants extérieurs en poste dans des juridictions françaises et européennes (Cour de justice de l’Union européenne, Cour européenne des droits de l’homme, Conseil constitutionnel, Cour des comptes). Des membres du Conseil d’État, des magistrats de la Cour de cassation et d’autres hautes personnalités du monde juridique sont accueillis chaque année pour des conférences thématiques.
Les étudiants reçoivent une formation pratique dans le cadre d’une collaboration effective et régulière au sein d’un cabinet d’avocat aux Conseils. Ils participent à des stages auprès du Conseil d’État et de la Cour de cassation, et suivent les travaux de la Conférence du stage.
La formation prépare à l’examen d’aptitude à la profession d’avocat au Conseil d’État et à la Cour de cassation (Capac). En 2023, onze candidats se sont présentés à l’examen. six ont été déclarés admissibles et cinq ont obtenu le Capac.

## Démographie
Le nombre d’offices ministériels d’avocats au Conseil d’État et à la Cour de cassation était de 60 depuis l'ordonnance du 10 septembre 1817. Il est désormais de 71 en 2024. Il y a aujourd'hui 130 avocats aux Conseils alors qu'ils étaient 93 en 2007. Les femmes ont constitué 43 % des nouvelles prestations de serment de 2018 à 2024.
Leur moyenne d'âge était de 54 ans en 2014.

## Ordre

### Présidents
- 1926-1929 : Edmond Hannotin[22]

[...]
- 1952-1953 : Roger de Ségogne[23]
- 1953-1956 : Raymond Célice[24]
- 1956-1957 : Christian Talamon[25]

[...]
- 1962-1965 : Édouard Jolly[26]

[...]
- ? : Jean-Paul Calon

[...]
- 1988-1990 : Jacques Boré
- 1991-1993 : [...]
- 1994-1996 : [...]
- 1997-1999 : Jean Barthélemy
- 2000-2002 : Élisabeth Baraduc
- 2003-2005 : Emmanuel Piwnica
- 2006-2008 : Bruno Potier de La Varde
- 2009-2011 : Didier Le Prado

- 2012-2014 : Gilles Thouvenin
- 2015-2017 : Hélène Farge
- 2018-2020 : Louis Boré
- 2021-2023 : François Molinié
- Depuis 2024 : Thomas Lyon-Caen